# Co-surfing
Co-surfing lub cobrowsing – działanie, polegające na wspólnym przeglądaniu i kontroli przez dwóch lub więcej użytkowników tych samych treści w sieci Internet. Umożliwia to grupie użytkowników angażowanie się w zsynchronizowane działania. Aktywność uczestników w tej samej sesji jest widoczna na ekranach każdego z nich.
Aplikacja co-surfingu jest wykorzystywana przy skomplikowanych stronach o rozbudowanej treści. Najczęściej korzystają z niej firmy z branży e-learningowej podczas prezentacji tych samych treści wielu użytkownikom oraz branży e-commerce, gdzie każdy potencjalny klient, który pojawi się na stronie zostanie poprowadzony od początku do końca przez proces sprzedaży.
Przekaz może mieć charakter:
- jawny - uczestnicy sesji co-surfingu wiedzą o swoim istnieniu;
- niejawny - internauta wchodząc na stronie nie wie, że moderator sesji pomaga mu znaleźć to czego szuka w ramach strony działającej z aplikacją do co-surfingu.